# Caligo phryasus
Caligo phryasus är en fjärilsart som beskrevs av Hans Fruhstorfer 1912. Caligo phryasus ingår i släktet Caligo och familjen praktfjärilar. Inga underarter finns listade i Catalogue of Life.